# Surduc
Surduc (en hongrois Szurduk) est une commune roumaine du județ de Sălaj, dans la région historique de Transylvanie et dans la région de développement du Nord-ouest.

## Géographie
La commune de Surduc est située au nord-est du județ, dans la vallée de la Someș, à son confluent avec l'Almaș, au point de contact avec les collines de Șimișna, à 10 km à l'est de Jibou et à 36 km au nord-est de Zalău, le chef-lieu du județ.
La municipalité est composée des sept villages suivants (population en 2002) :
- Brâglez (353) ;
- Cristoțel (460) ;
- Solona (288) ;
- Surduc (1 367), siège de la commune ;
- Tiștioara (100) ;
- Tihăa (1 080] ;
- Turbuța (378).

## Histoire
La première mention écrite du village de Surduc date de 1554 sous le nom de Naghzwrdok.
La commune, qui appartenait au royaume de Hongrie, faisait partie de la principauté de Transylvanie et elle en a donc suivi l'histoire.
Après le compromis de 1867 entre Autrichiens et Hongrois de l'empire d'Autriche, la principauté de Transylvanie disparaît et, en 1876, le royaume de Hongrie est partagé en comitats. Surduc intègre le comitat de Szolnok-Doboka (Szilágy vármegye).
À la fin de la Première Guerre mondiale, l'Empire austro-hongrois disparaît et la commune rejoint la Grande Roumanie et le județ de Someș disparu depuis et dont le chef-lieu était la ville de Dej.
En 1940, à la suite du deuxième arbitrage de Vienne, elle est annexée par la Hongrie jusqu'en 1944, période durant laquelle sa communauté juive est exterminée par les nazis. Elle réintègre la Roumanie après la Seconde Guerre mondiale. En 1968, lors de la réorganisation administrative du pays, la commune est intégrée dans le județ de Sălaj dont elle fait partie de nos jours.

## Démographie
En 1910, à l'époque austro-hongroise, la commune comptait 3 371 Roumains (87,76 %), 396 Hongrois (10,31 %) et 56 Allemands (1,46 %).
En 1930, on dénombrait 4 091 Roumains (86,91 %), 312 Hongrois (6,63 %), 15 Allemands (0,32 %), 134 Juifs (2,85 %) et 105 Tsiganes (2,23 %).
En 1956, après la Seconde Guerre mondiale, 5 553 Roumains (97,92 %) côtoyaient 117 Hongrois (2,06 %).
En 2002, la commune comptait 3 908 Roumains (97,06 %), 11 Hongrois (0,27 %) et 106 Tsiganes (2,63 %). On comptait à cette date 1 342 ménages et 1 502 logements.

### Religions
En 2002, la composition religieuse de la commune était la suivante :
- Chrétiens orthodoxes, 89,12 % ;
- Pentecôtistes, 4,34 % ;
- Grecs-Catholiques, 2,48 %.

## Économie
L'économie de la commune repose sur l'extraction de lignite et de graviers et sur l'agriculture.

## Communications

### Routes
Surduc est un carrefour routier important. Elle est située sur la route nationale DN1H qui relie la nationale DN1C Baia Mare-Dej avec Jibou et Zalău. Au village de Tihău débute la nationale DN1G qui mène vers Cluj-Napoca. La route régionale DJ110D se dirige vers Cristolț au sud-est et la DJ108B vers Gârbou et le județ de Cluj à l'est.

### Voies ferrées
Surduc est desservie par la ligne des Chemins de fer roumains Jibou-Dej.

## Lieux et monuments
- Surduc, château Józsika des XVIIe et XIXe siècles.
- Surduc, église orthodoxe de 1850[4].
- Turbuța, église orthodoxe en bois des Sts Archanges datant de 1700[5].
- Brâglez, église orthodoxe de 1870[4].
- Solona, église orthodoxe de 1800[4].